# 斯托頓 (麻薩諸塞州)
斯托頓（英語：Stoughton）是一個位於美國麻薩諸塞州諾福克縣的鎮。

## 人口
根據2020年美國人口普查的數據，斯托頓的面積為42.10平方千米，當中陸地面積為41.50平方千米，而水域面積為0.60平方千米。當地共有人口26962人，而人口密度為每平方千米640人。